# 木枯らし
木枯らし（こがらし）は、晩秋から初冬に吹く、木の葉を吹き散らすような冷たい北寄りの風。冬型の気圧配置になったことを示す現象である。凩とも表記する。

## 仕組み
ユーラシア大陸から日本に向かって吹いてくる冬の季節風が日本海を渡る時に水分を含む。そして一般に日本列島の中央部には連山があるために、日本海側ではこの風が時雨となって雨や雪を降らせたことで水分を失う。結果、山を越えた太平洋側では乾燥した空気となり、これが吹き抜けることによって木枯らしとなる。

## 木枯らし一号
気象庁は、立冬前後に吹く毎年最初の木枯らしを木枯らし一号（こがらしいちごう）として、東京と大阪について発表している。
その条件は、東京では
1. 期間は10月半ばから11月末の間。
2. 気圧配置は西高東低の冬型となり、季節風が吹くこと。
3. 風向は西北西から北。
4. 最大風速はおおむね風力5（風速8 m/s）以上。

大阪では
1. 期間は霜降（10月23日ごろ）から冬至（12月22日ごろ）の間。
2. 気圧配置は西高東低の冬型。
3. 風向は北寄り。
4. 最大風速は8 m/s以上。

以上の条件を満たしたとき、東京は気象庁予報部予報課の天気相談所、大阪は大阪管区気象台気象防災部予報課がそれぞれ発表する。
「木枯らし一号」は関東地方（東京）と近畿地方（大阪）でしか発表されない。なお、「木枯らし二号」や「木枯らし三号」も起こり得るが、発表は行われない。
1991年に現在の基準が採用され始めた。また、気象庁がいつから「木枯らし1号」についての発表を始めたかについては正確な記録がない。

## 木枯らし一号の統計
| 年             | 関東地方     | 近畿地方     |
| -------------- | ------------ | ------------ |
| 1951年         | 11月5日      |              |
| 1952年         | 11月1日      |              |
| 1953年         | 11月27日     |              |
| 1954年         | 11月11日     |              |
| 1955年         | 10月30日     |              |
| 1956年         | 10月20日     |              |
| 1957年         | 10月17日     |              |
| 1958年         | 10月27日     |              |
| 1959年         | （発生せず） |              |
| 1960年         | 11月27日     |              |
| 1961年         | 11月13日     |              |
| 1962年         | （発生せず） |              |
| 1963年         | 11月9日      |              |
| 1964年         | 10月25日     |              |
| 1965年         | 11月10日     |              |
| 1966年         | 11月15日     |              |
| 1967年         | 11月13日     |              |
| 1968年         | 11月18日     |              |
| 1969年         | 11月28日     |              |
| 1970年         | 10月26日     |              |
| 1971年         | 11月8日      |              |
| 1972年         | 11月11日     |              |
| 1973年         | 11月18日     |              |
| 1974年         | 11月10日     |              |
| 1975年         | 11月10日     |              |
| 1976年         | 10月25日     |              |
| 1977年         | （発生せず） |              |
| 1978年         | 11月9日      |              |
| 1979年         | （発生せず） |              |
| 1980年         | 10月31日     |              |
| 1981年         | 11月28日     |              |
| 1982年         | 10月25日     |              |
| 1983年         | 10月29日     |              |
| 1984年         | 11月25日     |              |
| 1985年         | 11月2日      |              |
| 1986年         | 10月18日     |              |
| 1987年         | 11月6日      | 12月1日      |
| 1988年         | 10月13日     | 10月29日     |
| 1989年         | 11月14日     | 11月1日      |
| 1990年         | 10月27日     | 11月10日     |
| 以下現在の基準 |              |              |
| 1991年         | 11月9日      | 11月25日     |
| 1992年         | 10月26日     | （発生せず） |
| 1993年         | 11月22日     | 10月23日     |
| 1994年         | 11月4日      | 11月3日      |
| 1995年         | 11月11日     | 11月1日      |
| 1996年         | 10月26日     | 10月26日     |
| 1997年         | 10月27日     | 10月26日     |
| 1998年         | 11月5日      | 11月10日     |
| 1999年         | 11月16日     | 11月16日     |
| 2000年         | 10月18日     | 12月11日     |
| 2001年         | 11月6日      | 11月6日      |
| 2002年         | 11月2日      | 10月27日     |
| 2003年         | 11月17日     | 12月19日     |
| 2004年         | 11月13日     | 11月27日     |
| 2005年         | 11月12日     | 12月5日      |
| 2006年         | 11月12日     | 11月7日      |
| 2007年         | 11月18日     | 11月18日     |
| 2008年         | 11月1日      | 11月18日     |
| 2009年         | 11月2日      | 11月2日      |
| 2010年         | 10月26日     | 10月26日     |
| 2011年         | 10月26日     | 10月25日     |
| 2012年         | 11月18日     | 10月29日     |
| 2013年         | 11月11日     | 11月4日      |
| 2014年         | 10月27日     | 10月27日     |
| 2015年         | 10月24日     | 10月25日     |
| 2016年         | 11月9日      | 10月29日     |
| 2017年         | 10月30日     | 10月30日     |
| 2018年         | （発生せず） | 11月22日     |
| 2019年         | （発生せず） | 11月4日      |
| 2020年         | 11月4日      | 10月23日     |
| 2021年         | （発生せず） | 10月23日     |
| 2022年         | （発生せず） | 11月13日     |
| 2023年         | 11月13日     | 11月11日     |
| 2024年         | 11月7日      | 11月7日      |

### 最も早かった（遅かった）日（年）

#### 東京
最早記録10月13日（1988年〈昭和63年〉）
最晩記録11月28日（1969年〈昭和44年〉、1981年〈昭和56年〉）

#### 大阪
最早記録10月23日（1981年〈昭和56年〉、1993年〈平成5年〉、2020年〈令和2年〉、2021年〈令和3年〉）

最晩記録12月19日（2003年〈平成15年〉）

### 吹かなかった年
統計を始めた1951年（昭和26年）以降が対象。

#### 東京
1959年（昭和34年）、1962年（昭和37年）、1977年（昭和52年）、1979年（昭和54年）、2018年（平成30年）、2019年（令和元年）、2021年（令和3年）、2022年（令和4年）
このうち冬を通して暖かかった（暖冬）のは、1959年（昭和34年）、2018年（平成30年）、2019年（令和元年）が挙げられる。

#### 大阪
1992年（平成4年）

## 木枯らしを題材にした楽曲
- 12の練習曲 作品25-11 イ短調 『木枯らし』（作曲：ショパン）
- 木枯らしの舗道（歌：天地真理、作詞：山上路夫、作曲：森田公一、編曲：穂口雄右）
- 木枯しの季節（歌：浜田省吾、作詞・作曲：浜田省吾）
- 木枯しの二人（歌：伊藤咲子、作詞：阿久悠、作曲：三木たかし）
- 木枯しの少女（歌：南沙織、作詞・作曲：Bjorn Ulvaeus・Benny Andersson、編曲：葵まさひこ）
- 木枯しの精（歌：南沙織、作詞・作曲：丸山圭子、編曲：萩田光雄）
- 木枯らしのダイアリー（歌・作詞・作曲：松任谷由実、編曲：松任谷正隆）
- 木枯しに抱かれて（歌：小泉今日子、作詞・作曲：高見沢俊彦、編曲：井上鑑）
- たきび（童謡）

## 競馬
2007年、2008年に大井競馬で木枯特別競走が行われた。